# Klas August Andersson
Klas August Andersson, född 1880 i Rödeby, död i juni 1954 i Karlshamn, var en svensk fartygsmaskinist, redare och varvsägare.
Klas August Andersson gick till sjöss vid 18 års ålder. Han arbetade därefter på Lindholmens varv och mekaniska verkstad i Göteborg och till 1906 och avlade 1907 maskinistexamen vid Göteborgs navigationsskola. Han var maskinist på olika fartyg till 1924.
Han grundade 1925 rederiet Kroneken för trampfart på Nord- och Östersjön och inköpte S/S Ragnar, som döptes efter äldste sonen. 
Frakterna gick så bra att han året efter kunde inköpa ännu en ångare s/s Gudrun, och flottan växte efterhand. Så småningom bestod den av ett segelfartyg med hjälpmotor och sju äldre ångbåtar samt en motorseglare.
Rederirörelsen hade till en början administrerats från Karlskrona men så småningom flyttades den över till Karlshamn i samband med Anderssons övertagande av Karlshamns skeppsvarv på Heleneberg på Sternö vid mitten av 1930-talet. Varvet övertogs av John Carlbom som pant, efter det att denne inte kunnat återbetala ett lån. Han sålde alla sina fartyg i början av andra världskriget.
Efter att ha avyttrat alla sina fartyg hade han tänkt att bara ägna sig åt skeppsvarvet, men i slutet av 1940-talet köpte han ett par fartyg från Ystad för att återuppta rederirörelsen.
Efter Klas August Anderssons död 1954 övertog sonen Ragnar Karlshamns skeppsvarv utan intresse för att driva det vidare. Efter brist på andra intressenter köpte Karlshamns kommun slutligen Heleneberg.  
Han hade sönerna Ragnar och Gunnar Udder med Albina Wanhaniemi.